# Comuna Teiu, Argeș
Teiu este o comună în județul Argeș, Muntenia, România, formată din satele Leșile și Teiu (reședința).

## Așezare
Comuna se află în marginea sud-estică a județului, la limita cu județul Dâmbovița, pe malurile râului Mozacu. Este străbătută de șoseaua județeană DJ508, care o leagă spre nord de Rătești și Căteasca și spre sud de Negrași. Lângă Teiu, din acest drum se ramifică șoseaua județeană DJ702A, care duce spre nord-est la Rătești (unde are un nod cu autostrada A1), apoi în județul Dâmbovița la Crângurile (unde se intersectează cu DN7), Valea Mare, Hulubești, Ludești și Mănești.

## Sit arheologic
Existența anterioară a unor comunități umane pe teritoriul actual este atestată prin așezarea neolitică fortificată, descoperită în cursul investigațiilor arheologice efectuate de către specialiști ai Muzeului Județean Argeș, în 1959. În așezarea aparținând culturii Gumelnița, s-au depistat piese ceramice decorate și de plastică feminine, expuse în secția de istorie a muzeului.
Tellul de la Teiu este format din „două muguri constituite din vestigiile câte unei așezări neolitice fortificate, cu circumvalație și palisadă. În una dintre așezări, ordonanță de locuite de suprafață cu platforme de lut, grupate în jurul unui spațiu relativ central. În axul acestuia, era situată o locuință de dimensiuni deosebit de mari, iar, în fața ei, o platformă de cult uriașă din lut ars cu decupaje semicirculare pe laturi, interpretată și ca o reprezentare plastică de cult. Ceramică de tip Gumelnița, cu decor plastic, „bogată plastică feminină, nedecorată, între care se deosebește o figurină cu indicația clară a mâinilor aduse sub sâni”. Obiectele descoperite de arheologul. S. Morintz și istoricul Ion Nania demonstrează că, în neolitic, locuitorii așezării se ocupau cu agricultura, creșterea vitelor, vânătoarea, olăritul, torsul, țesutul.
Un depozit neolitic comous din lame de silex, topoare de piatră, figurină antropomorfă aparținând culturii Gumelnița a fost descoperit la Leșile, în punctul Dealul Popii. În același sat, s-a depistat o monedă republicană, iar, la Teiu din Deal, mai multe monede romane republicane, argumentându-se astfel o locuire mult anterioară a teritoriului actualei comune.

## Toponimie
Leșile - toponim topografic format  pe baza apelativului slav lésă  = pădure atestând, în acest caz, existența unor păduri în aria de constituire a localității, fie pe baza apelativului leasă = împletitură din nuiele, cu diferite utilizări, inclusiv pentru păstrarea știuleților de porumb”. Denumirea anterioară Aleșii de Tei indică, de fapt, separarea unor locuitori din Teiu, de vatra lor originară și stabilirea în actuala arie a așezării Leșile, element confirmat prin structura toponimului.
Teiu - toponim topografic, la origine, apelativul tei (Tilia tomentosa), indicând un reper cert în aria de constituire a localității.

## Istorie
La sfârșitul secolului al XIX-lea, comuna făcea parte din plasa Gălășești a județului Argeș și era formată din satele Buta, Aleșii din Teiu (Olănești), Lagărul (Ciupa), Teiu Nou (Teiu din Deal) și Teiu Vechi (Teiu din Vale), având în total 1624 de locuitori. În comună funcționau două biserici și o școală. Anuarul Socec din 1925 o consemnează ca reședință a plășii Dâmbovnic, având 2907 locuitori în satele Leșile, Lagăru, Teiu din Deal și Teiu din Vale.
În 1931, este consemnată doar cu satele Leșile, Teiu din Deal și Teiu din Vale. În 1950, comuna a fost arondată raionului Găești din regiunea Argeș. În 1968, a revenit la județul Argeș, reînființat; tot atunci, satele Teiu din Deal și Teiu din Vale au fost comasate pentru a forma un unic sat, Teiu.

## Specific arhitectural
Arhitectura este caracteristică zonei de șes a județului Argeș, fiind una preponderent populară. Construcțiile vechi de locuit relevau utilizarea lemnului ca material de edificare a acestora.Se înregistrau passsim, construcții de lemn monocelulare, deși planul cvasigeneralizat îl reprezenta cel bicameral, cu un singur acces din exterior și cu legătură directă între cele două încăperi: tindă și odaie curată. În perioada interbelică, s-a extins tehnica de realizare a construcțiilor de locuit prin dispunerea, pe latura frontală, a sălii. Sala susținută pe stâlpi simpli este bordată de un pălimar amplu decorat prin ajurarea scândurilor dispuse vertical. Un foișor cu acoperiș în două ape plasat pe axul fațadei prezintă, la fronton, decorații în lemn. Izolat, se constată existența unor decoruri murale realizate din stucatură, predominând glastrelor cu flori.

## Patrimoniul cultural-istoric
Biserica Teiu Deal (1850-1859) - a fost ctitorită de Marin Diaconescu, preot Radu, Ilie Diaconu, pe locul unei bisericuțe de lemn. Intervențiile au vizat reparații generale efectuate cu sprijinul financiar al lui Armand Călinescu și al lui Mihai Antonescu (1938-1942) și pictura murală.
Biserica Teiu Vale (1925-1928) - a fost ctitorită de părinții lui Vladimir Streinu: Șerban Iordache și Elena, soția sa, general N. Constantinescu și Maria, soția sa. Pictura murală a fost executată de Gheorghe Belizarie și N. Nicolescu (1928).

## Monumente istorice
Două obiective din comuna Teiu sunt incluse în lista monumentelor istorice din județul Argeș ca monumente de interes local. Unul este situl arheologic reprezentat de așezarea de tip tell cu val și șanț de la Teiu, punct „Siliște-Măgura” (eneolitic, cultura Gumelnița), Cod: AG-I-s-B-13382. Altul este monumentul memorial sau funerar reprezentat de casa Vladimir Streinu (începutul secolului al XX-lea), Cod: AG-IV-m-B-14012.

## Demografie
Componența etnică a comunei Teiu
     Români (91,93%)
     Alte etnii (0,24%)
     Necunoscută (7,84%)
Componența confesională a comunei Teiu
     Ortodocși (90,67%)
     Alte religii (1,1%)
     Necunoscută (8,23%)
Conform recensământului efectuat în 2021, populația comunei Teiu se ridică la 1.276 de locuitori, în scădere față de recensământul anterior din 2011, când fuseseră înregistrați 1.594 de locuitori. Majoritatea locuitorilor sunt români (91,93%), iar pentru 7,84% nu se cunoaște apartenența etnică. Din punct de vedere confesional, majoritatea locuitorilor sunt ortodocși (90,67%), iar pentru 8,23% nu se cunoaște apartenența confesională.

## Politică și administrație
Comuna Teiu este administrată de un primar și un consiliu local compus din 9 consilieri. Primarul, Florin Dumitru[*], de la Partidul Social Democrat, este în funcție din 2012. Începând cu alegerile locale din 2024, consiliul local are următoarea componență pe partide politice:
|  | Partid                          | Consilieri | Componența Consiliului | Componența Consiliului | Componența Consiliului | Componența Consiliului |
|  | ------------------------------- | ---------- | ---------------------- | ---------------------- | ---------------------- | ---------------------- |
|  | Partidul Național Liberal       | 4          |                        |                        |                        |                        |
|  | Partidul Social Democrat        | 4          |                        |                        |                        |                        |
|  | Alianța pentru Unirea Românilor | 1          |                        |                        |                        |                        |

## Personalități din comuna Teiu
- DIACONESCU, Marin (1899-1995), născut în Teiu; preot cărturar; paroh la Biserica Domnească din Pitești (1931-1962); profesor de religie, coordonator al revistei lunare „Păstorul Ortodox” (1931-1948). Operă amplă: „douăzeci de volume de amintiri, șapte volume însumând peste 7000 de pagini dactilografiate”, printre care consemnările cu caracter memorialistic, referitoare la viața și activitatea marelui arhiereu Evghenie Humulescu-Piteșteanul[20].
- Fălcescu, Vasile.  Profesor și director, director al Căminului Cultural, dirijor al formației corale, președinte  al Societății Culturale Vladimir Streinu. Autor: Teiu-cuibul părăsit al lui Vladimir Streinu (1998), Viața lui Vladimir Streinu (2005), Vladimir Streinu și himera poeziei (2008), Vladimir Streinu evocat de contemporanii săi (2008), Vladimir Streinu în imagini foto (2009).[21]
- Gogoncea, Nestor (1904-1983).  Dascăl, poet, publicist, eseist, prozator.  Director Școala Teiu Vale, cofondator Căminul Cultural  din sat. Persecutat politic de către regimul comunist.  Autor: Gânduri pentru tine (1929), Modeste gânduri pentru toți (1995), Gânduri înăbușite (2008), Comuna Teiu-legendă și adevăr (2009), Glasul sângelui în lacrima neamului (2010).[22]
- Ionescu,  Mihai (1909-1992). Teolog bizantinolog.  Premiul Uniunii Compozitorilor pentru Muzicologie (1980, 1983).  Lucrări publicate (selectiv): Școala Muzicală de la Putna. Manuscrisul nr. 56/544/576 de la Mănăstirea Putna: Antologhion (1980); Școala Muzicală de la Putna. Manuscrisul nr. 1-26/Iași (1981); Școala Muzicală de la Putna.  Antologhionul lui Evstatie Protopsaltul Putnei (1983).[23]
- Lică-Mașala, Marilena (n. 1955). Scriitor, traducător, publicist, promotor cultural. Pseudonim, Lulli de Teiu. Corespondent din Paris pentru mai multe reviste literare din țară, coanimatoare a emisiunii radio Rencontres Francophones, Director-fondator al colecției ARC (Africa-România-Caraibe). Autor: Voci fără frontiere (2010); Teiule cu frunza lată. Culegere de folclor literar din Teiu, Argeș (2012); De la Dunăre la Congo și Timpul (2013). Distincția  Fiică a Argeșului (2013).[24]
- Marinache,  Emil  Redactor-șef, Scânteia Tineretului (1980-1985), redactor al revistei Palatul de Justiție (1990-1992), redactor-șef al revistei Drepturile omului, director adjunct Institutul Român pentru Drepturile Omului. Membru al Uniunii Internaționale a Jurnaliștilor, membru Uniunea Ziariștilor din România. Distincția Fiu al Argeșului (2007).[25]
- NANIA, Ion (1934-2009), născut în Leșile; profesor de istorie, arheolog, muzeograf, etnolog. Opera: „Istoria vânătorii în România (Din cele mai vechi timpuri până la instituirea legii de vânătoare, 1891” (1977), „Mozăceni, o așezare din fosta țară Vlașca” (2004), „Legende și tradiții” (2007); articole și studii de specialitate în domeniul arheologiei, istoriei, vânătorii, folclorului - abordând prioritar obiceiurile tradiționale și folclorului Rezistenței anticomuniste.
- PETRE, Gheorghe (1911-1995) - învățător în Turcușul (Bulgaria), Chiosca (Dobrogea), Mircea Vodă (Durostor), Teiu. Animator al activității culturale; dirijor al unor coruri școlare și comunale, precum Corul mixt țărănesc din comuna Gliganu.
- POPA, Livia (1936-2001) - personalitate a învățământului argeșean; profesoară de Limba și literatura română la licee din Topoloveni și Pitești; inspector școlar de specialitate; animatoare a vieții culturale în cadrul Cenaclului literar „Nicolae Labiș” de la Liceul „Zinca Golescu” Pitești, devenit între timp colegiu național.
- Lia Ruse, (n. 1931), fiica învățătorului Nestor Gogoncea, poetă, inclusă în Antologia Asociației Scriitorilor de Limbă Română din Quebec. Volume de versuri: Freamăt de mai în colorit de toamnă (1994), Aerul din preajmă (1995), Picturi sonore (1996), Lumi străvezii (2000), Sculpturi în aripa timpului (2001), Lumini suave (2005), La poarta unui anotimp (2006), Desprinderi (2007), Clipe sprijinite-n gânduri  (2008), Scânteieri în oglinzi (2009).[26]
- Apostol Stan (n.1933). Profesor dr., cercetător în cadrul Institutului de Istorie Nicolae Iorga al Academiei Române. Cărți publicate: Gheorghe Magheru (1969), Vasile Boierescu (1974), Revoluția Română de la 1848 (1987), Ion C. Brătianu (1995).
- STREINU, Vladimir (pseudonimul literar al lui Nicolae Iordache) (1902-1971). Personalitate a culturii naționale, care a întruchipat, prin viața și activitatea sa, idealuri ale patriotismului și umanismului universal, Nicolae Iordache s-a născut la 23 mai 1902, în familia lui Șerban și Elena-Neacșa Iordache din Teiu. Opera: studii de critică și istorie națională („Pagini de critică literară”); studii referențiale de teorie prozodică („Versificația modernă”); analist al unor opere ale literaturii străine („Studii de literatură universală”); coautor al „Istoriei literaturii române moderne”; monografist („Calistrat Hogaș”, „Ion Creangă”); poet („Vers imanent”).